# Le Boudin
Le Boudin, ufficialmente Marche de la Légion Étrangère (in italiano, "Marcia della Legione Straniera"), è la marcia ufficiale della Legione straniera francese. Il titolo fa riferimento al boudin, ossia un tipo di insaccato simile al sanguinaccio o al black pudding, il motivo di tale titolo non è ben chiaro ma si pensa che esso faccia riferimento al fatto che con questo nome veniva colloquialmente indicato l'equipaggiamento arrotolato in una coperta trasportato al sopra dello zaino dai legionari.

## Panoramica

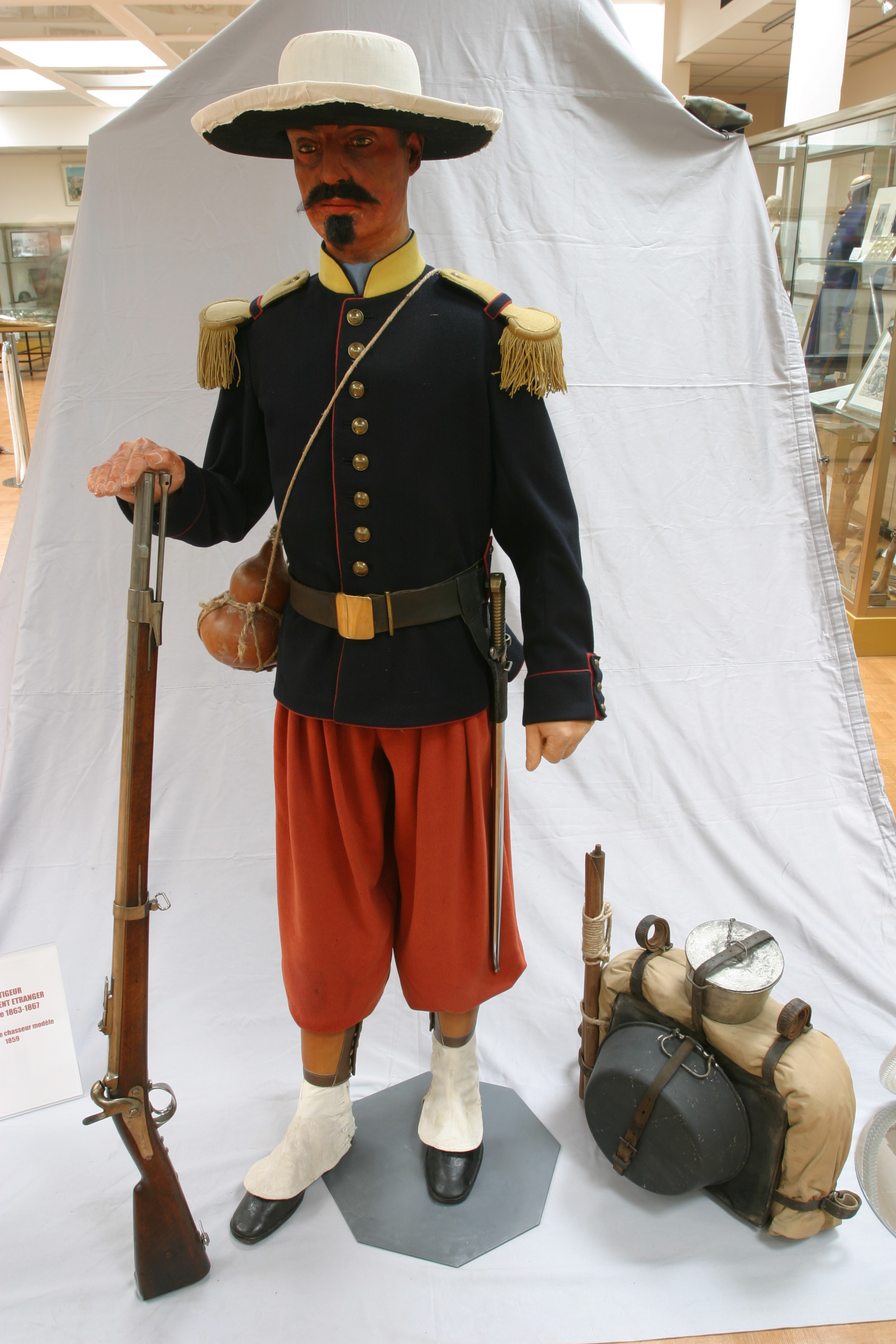
Un manichino vestito con l'uniforme di un legionario del 1863. In basso a destra è possibile vedere lo zaino con sopra la parte dell'equipaggiamento ripiegato che ricorda una salsiccia, ossia un boudin.

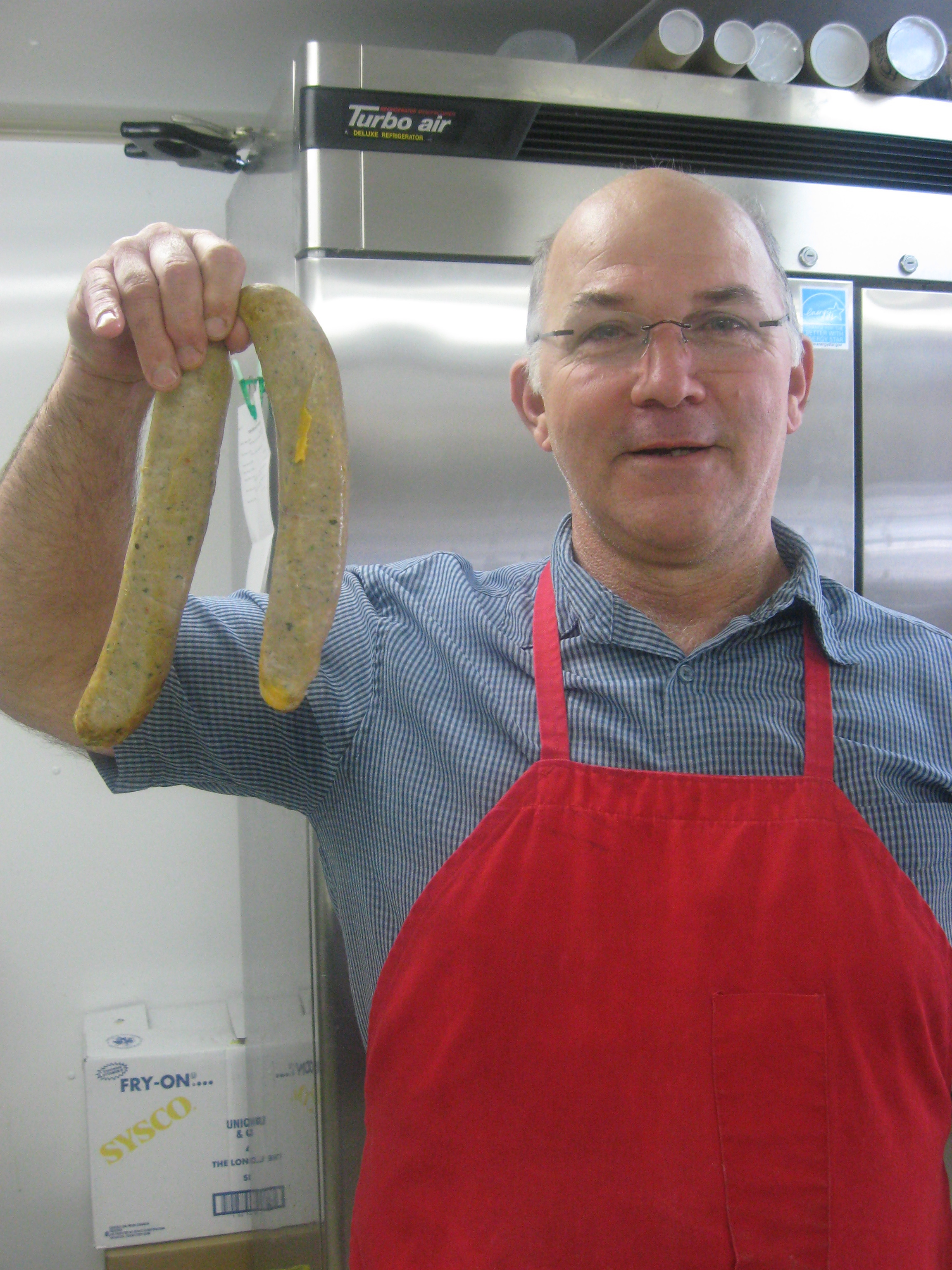
Nell'immagine la salsiccia chiamata boudin. Queste salsicce possono essere di diverso colore, dal bianco al rosso scuro-nero.

La canzone fa riferimento ai combattimenti sostenuti dalla Legione durante l'assedio di Tuyên Quang (1884-1885) e durante la battaglia di Camerone (1863), il giorno della cui ricorrenza, ossia il 30 aprile, si celebra anche l'anniversario della Legione. 
Mentre la melodia fu composta prima della partenza per il Messico della Legione negli anni 1860, il testo fu progressivamente scritto dopo la guerra franco-prussiana, quando gli alsaziani e i lorenesi si unirono alla Legione dopo che le loro regioni erano state annesse alla Germania secondo il trattato di Francoforte del 1871.
Nella canzone sono presenti ripetuti riferimenti al fatto i belgi siano degli "scansafatiche" ed esistono varie versioni che spiegano il perché di tali parole. Secondo una prima spiegazione, il tutto deriverebbe dal fatto che re Leopoldo I del Belgio, la cui figlia Carlotta aveva sposato Massimiliano I, imperatore del Messico, chiese al governo francese di non mandare in battaglia in Messico legionari belgi. Napoleone III accettò e i legionari belgi rimasero nel quartier generale in Algeria francese,  lasciando il resto dei legionari, ignari dei motivi diplomatici che avevano portato a questa decisione, letteralmente costernati. Questo è il motivo per cui nella canzone si dice che non c'è boudin per i belgi.
Un'altra ipotesi che è stata suggerita per spiegare questi versi è che, poiché la legione non accettava francesi, un cittadino francese e francofono che avesse voluto aderirvi avrebbe solo potuto far finta di essere belga. Poiché si credeva che una persona che volesse mantenere segreta la sua identità arrivando a mentire al riguardo, fosse quasi certamente un criminale che volesse sfuggire alla legge, e poiché raramente i criminali diventavano buoni soldati, i "belgi" finirono per avere una pessima reputazione.
Secondo una terza ipotesi, la più accreditata, le parole della versione definitiva risalirebbero al periodo posteriore alla fine della guerra franco-prussiana (come sarebbe anche confermato dal fatto che nella canzone si parla di truppe alsaziane e lorenesi) e sarebbero dovute sempre ad una richiesta fatta dal re belga, questa volta Leopoldo II, il quale desiderava rimanere neutrale nella guerra franco-tedesca, perché la Francia non impiegasse nella suddetta guerra i legionari belgi evitando così di creare un "casus belli". A seguito dell'accoglimento della richiesta da parte della Francia, i legionari belgi rimasero in sede e per loro non ci fu quindi alcun "boudin". 
Nel testo si fa riferimento anche alla Svizzera, poiché, negli anni 1870, il maggior numero di legionari proveniva proprio da quel paese.

## Presentazione
"Le Boudin" è cantata stando sull'attenti o marciando da tutti i ranghi della Legione straniera francese. La Legione marcia a 88 passi al minuto, quindi più lentamente delle altre unità militari francesi le quali marciano a 120 passi al minuto. Per questo,  durante la parata militare del 14 luglio, il contingente dei legionari, che si muove più lentamente (appunto a 88 passi al minuto), sfila obbligatoriamente per ultimo, ottenendo comunque sempre una risposta entusiasta da parte del pubblico.

## Nei media
La canzone è apparsa in diversi film, di seguito ne sono riportati alcuni:
- Nel romanzo del 1924 Un dramma nel Sahara (Beau Geste)  di Percival Christopher Wren,  una compagnia di legionari decimata intona la canzone in modo da ingannare gli assedianti Tuareg facendo loro credere di essere una compagnia completa. Nei vari film derivati dal romanzo, come Beau Geste del 1939, questa parte della storia è omessa ma è invece presente nella mini-serie televisiva mandata in onda dalla BBC nel 1982.[3]
- Nel film del 1977 La bandera - Marcia o muori, i legionari cantano il proprio inno al comando del maggiore Foster, interpretato da Gene Hackman.[4]
- La canzone appare anche nel film del 1998 The Legionary - Fuga all'inferno, con  Jean-Claude Van Damme, sebbene in questo film essa non venga cantata dai soldati sulla melodia tradizionale.[5]

## Testo
| Francese | Italiano |
| --- | --- |
| Ritornello: Tiens, voilà du boudin, voilà du boudin, voilà du boudin Pour les Alsaciens, les Suisses et les Lorrains. Pour les Belges y'en a plus. Ce sont des tireurs au cul. Pour les Belges y'en a plus. Ce sont des tireurs au cul. Prima strofa: Nous sommes des dégourdis, Nous sommes des lascars Des types pas ordinaires. Nous avons souvent notre cafard, Nous sommes des légionnaires. Au Tonkin, la Légion immortelle À Tuyen-Quang illustra notre drapeau, Héros de Camerone et frères modèles Dormez en paix dans vos tombeaux. (Ritornello) Seconda strofa: Nos anciens ont su mourir Pour la gloire de la Légion. Nous saurons bien tous périr Suivant la tradition. Au cours de nos campagnes lointaines, Affrontant la fièvre et le feu, Oublions avec nos peines, La mort qui nous oublie si peu. Nous la Légion. (Ritornello) | Ritornello: Ehi, ecco il "boudin", ecco il "boudin", ecco il "boudin" Per gli alsaziani, gli svizzeri e i lorenesi, Per i belgi non ce n'è più, Sono un branco di scansafatiche. Per i belgi non ce n'è più, Sono un branco di scansafatiche. Prima strofa: Noi siamo furbi, Noi siamo dei dritti, Non siamo dei tipi ordinari. Noi sentiamo spesso la malinconia, Noi siamo dei legionari. Nel Tonchino, la Legione immortale a Tuyen Quang ha onorato la nostra bandiera. Eroi di Camerone ed esemplari fratelli Riposate in pace nelle vostre tombe. (Ritornello) Seconda strofa: I nostri predecessori hanno saputo come morire Per la gloria della Legione. Noi sapremo sicuramente come perire Seguendo la tradizione. Durante le nostre campagne lontane, Affrontando la febbre e il fuoco, Dimentichiamo, assieme alle nostre grane, La morte, che di noi si dimentica poco. Noi, la Legione. (Ritornello) |